# Súdovce
Súdovce  (en alemán: Sudowatz; en húngaro: Szúd) es un pueblo y municipalidad en el distrito de Krupina en el sudoeste de Eslovaquia, en la región de Banská Bystrica. Según el último censo de 2017 la población es de 214 habitantes.

## Demografía
| Año        | 1994 | 2004    | 2014    | 2024    |
| ---------- | ---- | ------- | ------- | ------- |
| Población  | 210  | 205     | 219     | 210     |
| Diferencia |      | −2,38 % | +6,82 % | −4,10 % |

| Año        | 2023 | 2024 |
| ---------- | ---- | ---- |
| Población  | 210  | 210  |
| Diferencia |      | +0 % |

## Composición étnica
- Eslovacos 87,68 %
- Gitanos 11,85%
- Checos 0,47%

## Religión
- Católicos 80,57 %
- Evangélicos 13,27 %
- Ateos 5,69 %
- Cz.sl. Hussit. 0,47
- Otros 5,69 %

## Historia
El primer documento escrito haciendo referencia a Sudovce data de 1244.